# Gora Kellja
Der Gora Kellja (Transkription von russisch Гора Келля) ist ein Nunatak im ostantarktischen Königin-Maud-Land. In der Payergruppe der Hoelfjella ragt er unmittelbar nördlich des Ormehausen am nördlichen Ende der Hügelgruppe Linnormen auf.
Russische Wissenschaftler benannten ihn. Der weitere Benennungshintergrund ist nicht überliefert.